# دانشگاه بابل (عراق)
دانشگاه بابل (به عربی: جامعة بابل) یک دانشگاه در عراق است که در حله واقع شده‌است.